# Melochia pulverulenta
Melochia pulverulenta är en malvaväxtart som beskrevs av John Miers. Melochia pulverulenta ingår i släktet Melochia och familjen malvaväxter. Inga underarter finns listade i Catalogue of Life.